# Albert Campion
Pour les articles homonymes, voir Campion.
Albert Campion est un personnage de fiction créé par la romancière britannique Margery Allingham en 1929. Gentleman au passé mystérieux et à l'apparence insignifiante, il se trouve sans cesse confronté à des mystères qu'il déjoue avec une habileté inattendue.

## Caractéristiques
Albert Campion est décrit physiquement dans le roman Crime à Black Dudley comme un jeune homme mince, rasé de près, aux cheveux filasses et aux yeux clairs cachés derrière d'énormes lunettes d'écailles. Cette présentation sera reprise par l'auteur dans chacun des romans ultérieurs.
Autres signes distinctifs du personnage : sa voix légèrement de fausset et son bavardage humoristique et absurde. Ils renforcent l'apparence excentrique du détective, d'autant qu'Albert Campion ne semble pas totalement les affecter.

## Biographie fictive
Margery Allingham ne dit pas grand-chose sur la vie de son héros. On sait qu'il est le rejeton d'une famille anglaise noble et prestigieuse. Son oncle paternel est évêque. Pour des raisons troubles, Campion a coupé les ponts avec ses proches et s'est retrouvé à mener une carrière d'aventurier. Dans Crime à Black Dudley, on découvre qu'il travaille temporairement pour l'organisation criminelle fictive Simister et, à plusieurs reprises, il fait preuve d'une habileté douteuse à ouvrir les serrures et à ligoter des bandits. Cependant, Campion n'aime pas la violence à laquelle il ne se résout que contraint. Il met son intelligence à trouver la clef des mystères insolubles et à protéger des victimes. Il est aussi très bien considéré par les policiers de Scotland Yard.
Les noms de Campion varient au hasard des romans : il semble posséder de nombreuses identités. Dans Crime à Black Dudley et Au cœur du labyrinthe, il est nommé Bertie par deux de ses connaissances, mais se présente comme M. Twelvetrees dans Jusqu'à la lie et il s'avère bien clair qu'Albert Campion n'est même pas son vrai nom. Tout ce qu'on sait avec certitude est que son prénom est Rudolph et l'initiale de son nom de famille, K.

## Famille et amis
Les membres de la famille d'Albert Campion n'apparaissent jamais, même si sa mère, son frère aîné Herbert et sa grand-mère Emily sont fréquemment évoqués. Seul son oncle, l'évêque de Devizes, joue un rôle dans une affaire (en 1944). Il est lié à de nombreux membres de la pègre londonienne même si leurs rapports demeurent professionnels. Son domestique permanent est un ancien bagnard robuste et familier, Malgeforstein Lugg, qui apparaît de façon récurrente. On le voit aussi souvent en compagnie d'un inspecteur de Scotland Yard, Stanislaus Oats, dont il est le parrain du jeune fils.
Moins récurrents dans la série, les jeunes châtelains de Au cœur du labyrinthe, Giles et Biddy Paget, sont néanmoins présentés comme de vieux amis. Albert Campion semble même un peu amoureux de Biddy, mais ne le lui avouera jamais.

## Pseudonymes d'Albert Campion
- Bertie, en fait c'est le diminutif du prénom Albert! (cité dans Au cœur du labyrinthe)
- Hewes (cité dans Au cœur du labyrinthe)
- Ash Tootles (cité dans Au cœur du labyrinthe)
- Christopher Twelvetrees (cité dans Jusqu'à la lie)
- Orlando (cité dans Jusqu'à la lie)

## SérieAlbert Campion
- The Crime at Black Dudley (1929) Publié en français sous le titre Crime à Black Dudley, Bruxelles, Dupuis, coll. Mi-nuit no 17, 1967 ; réédition, Paris, Librairie des Champs-Élysées, coll.  Le Masque no 2233, 1995 ; réédition dans La Maison des morts étranges et autres aventures d'Albert Campion, Paris, Omnibus, 2010
- Mystery Mile (1930) Publié en français sous le titre Au cœur du labyrinthe, Paris, Librairie des Champs-Élysées, coll. Le Masque no 2265, 1996 ; réédition dans La Maison des morts étranges et autres aventures d'Albert Campion, Paris, Omnibus, 2010
- Look to the Lady (1931) Publié en français sous le titre Jusqu'à la lie, Paris, Librairie des Champs-Élysées, coll. Le Masque no 2355, 1997 ; réédition dans La Maison des morts étranges et autres aventures d'Albert Campion, Paris, Omnibus, 2010
- Police at the Funeral (1931) Publié en français sous le titre La Maison des morts étranges, Paris, Nouvelle Revue Critique, L'Empreinte no 14, 1933 ; réédition, Paris, Garnier, coll. Les Classiques de l'énigme, 1980 ; réédition, Paris, Librairie des Champs-Élysées, Le Masque no 2385, 1998 ; réédition dans La Maison des morts étranges et autres aventures d'Albert Campion, Paris, Omnibus, 2010
- Sweet Danger (1933)
- Death of a Ghost (1934) Publié en français sous le titre Mort d'un fantôme, Paris, Gallimard, Détectives no 56, 1937 ; réédition, Paris, Librairie des Champs-Élysées, Le Masque no 2302, 1996 ; réédition dans Les Mystères du West End et autres aventures d'Albert Campion, Paris, Omnibus, 2012
- Flowers for the Judge (1936) Publié en français sous le titre Un homme disparaît, Paris, Nouvelle Revue Critique, coll. L'Empreinte no 99, 1936 Publié en français sous le titre Des fleurs pour la Couronne, Paris, Librairie des Champs-Élysées, Le Masque no 2170, 1994
- Dancers in Mourning (1937)
- Mr. Campion : Criminologist (1937) - recueil de nouvelles
- The Case of the Late Pig (1937)
- The Fashion in Shrouds (1938) Publié en français sous le titre La Mode est au linceul, Paris, Librairie des Champs-Élysées, coll. Le Masque no 2147, 1993 ; réédition, Les Mystères du West End et autres aventures d'Albert Campion, Paris, Omnibus, 2012
- Mr Campion and Others (1939) - recueil de nouvelles
- Traitors Purse (1941) Publié en français sous le titre Les Deniers du traître, Paris, Heineman & Zsolnay, 1944 ; réédition dans Les Mystères du West End et autres aventures d'Albert Campion, Paris, Omnibus, 2012
- Coroner's Pidgin (1945)
- The Casebook of Mr Campion (1947) - recueil de nouvelles
- More Work for the Undertaker (1949) Publié en français sous le titre Cercueils et cie, Paris, Éditions Baker Street, 2010
- The Tiger in the Smoke (1952) Publié en français sous le titre La Nuit du tigre, Paris, Éditions L'Âge d'Homme, 1995 ; réédition dans Les Mystères du West End et autres aventures d'Albert Campion, Paris, Omnibus, 2012
- The Beckoning Lady (1955)
- Hide my Eyes (1958) Publié en français sous le titre Il n'est pire sourd..., Bruxelles, Dupuis, coll. Mi-nuit no 3, 1966 ; réédition, Paris, Librairie des Champs-Élysées, Le Masque no 2382, 1998 ; réédition dans Les Mystères du West End et autres aventures d'Albert Campion, Paris, Omnibus, 2012
- The China Governess (1962)
- The Mysterious Mr. Campion (1963) - recueil de nouvelles
- The Mind Readers (1965) Publié en français sous le titre Les Détecteurs de pensée, Paris, L'Âge d'Homme, 1995
- Cargo for Eagles (1968) - roman inachevé, complété par Philip Youngman Carter
- Mr Campion's Farthing (1969) - roman écrit par P.Y. Carter
- Mr Campion's Falcon (1970) - roman écrit par P.Y. Carter
- The Return of Mr Campion (1989) - anthologie posthume

## Séries télévisées
Les enquêtes d'Albert Campion ont donné lieu à deux séries télévisées britannique.  La première, Dancers in Mourning (1959), est une mini-série en six épisodes. Campion y est interprété par Bernard Horsfall.  La seconde, intitulée tout simplement Campion (1989-1990), propose des enquêtes qui se déploient sur deux épisodes d'une heure.  Seize épisodes ont été produits avec Peter Davison dans le rôle-titre. Par ailleurs, en 1968, Brian Smith est Albert Campion le temps d'un épisode de la série Detective (saison 2, épisode 12).